# 뭐라도 남기리
《뭐라도 남기리》는 대한민국의 MBC에 방송되는 로드 다큐멘터리 프로그램이다.

## 기획 의도
대한민국 구석구석 아름다운 길을 오토바이를 타고 달리며 다양한 삶의 모습과 우리 시대의 멘토를 만나 보는 프로그램

## 방송 일정
| 방송사 | 방송 기간                 | 방송 시간                           | 비고  |
| ------ | ------------------------- | ----------------------------------- | ----- |
| MBC    | 2023년 9월 8일 ~ 9월 16일 | 금요일, 토요일 저녁 8시 40분 ~ 10시 | 4부작 |

## 출연진
- 김남길
- 이상윤

## 에피소드 목록
| 회차 | 방송일         | 탐방지                   | 핵심 인물               | 비고 |
| ---- | -------------- | ------------------------ | ----------------------- | ---- |
| 1회  | 2023년 9월 8일 | 강원특별자치도 화천군    | 김상준 집배원           |      |
| 1회  | 2023년 9월 8일 | 강원특별자치도 춘천시    | 양창모 의사             |      |
| 2회  | 9월 9일        | 지리산 국립공원(함양)    | 박정헌 등반가           |      |
| 2회  | 9월 9일        | 지리산 국립공원(구례)    | 정지아 소설가           |      |
| 3회  | 9월 15일       | 지리산 국립공원(광양)    | 이원규 시인             |      |
| 3회  | 9월 15일       | 전라남도 해남군 (미황사) | 향문 스님               |      |
| 4회  | 9월 16일       | 제주특별자치도           | 마이클 리어던 조셉 신부 |      |

## 같이 보기
- 여행